# Kłassino
Kłassino (ros. Классино) – wieś (dieriewnia) w Rosji, w obwodzie omskim, w rejonie omskim. W 2021 liczyła 77 mieszkańców.